# Marcio Alves dos Santos
Marcio Alves dos Santos (født 2. februar 1990) er en brasiliansk fodboldspiller.